# Банда Василия Котова
Банда Василия Котова, известная как банда «Рубщики» — одна из наиболее кровавых банд начала 1920-х годов, действовавших в РСФСР.

## Создание банды
Главарь банды Василий Котов родился в 1884 году в деревне Суходол Успенской волости Вяземского уезда Смоленской губернии в неблагополучной семье. Его отец и трое старших братьев имели несколько судимостей. Во время очередной отсидки отец Котова умер, и его воспитанием стали заниматься старшие братья. Под их влиянием он стал совершать преступления, и в 12-летнем возрасте был арестован за кражу и отправлен в исправительный дом. С того момента на свободу в Российской империи Котов практически не выходил. В 1918 году он был отпущен на свободу как «жертва царского режима», после чего взялся совершать грабежи помещичьих усадеб.

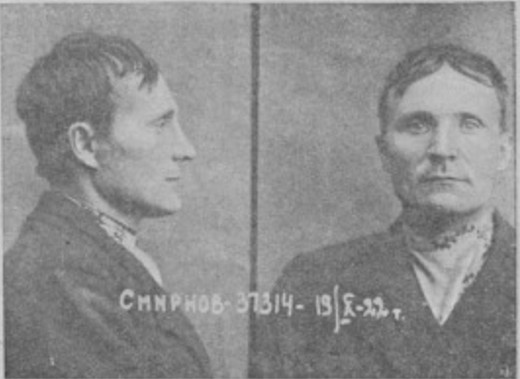
Фотография из следственного дела Василия Котова. Иногда он представлялся Смирновым

Ближайшим помощником Котова в банде стал Григорий Морозов, уроженец Белгородского уезда Курской губернии. В 1903 году он был осуждён за убийство полицейского. Во время совершения преступлений он являлся основным убийцей, зачастую насиловал перед смертью своих жертв. В ряде преступлений принимала участие 20-летняя любовница Котова Серафима Винокурова.

## Преступления
Одно из первых преступлений бандиты совершили в Курске, в Казацкой слободе, в ноябре 1920 года. Ночью Винокурова постучала в дверь к неким Лукьяновым. Сказав, что она стала жертвой ограбления, она попросила дать ей переночевать. Когда Лукьяновы открыли дверь, бандиты ворвались в дом, где, помимо супругов, находились ещё трое их детей. Все пятеро были ими убиты. Перед убийством детей им завязали глаза.
В январе 1921 года в том же Курске, в Стрелецкой слободе, бандиты совершили разбойное нападение на дом китайца, к которому в тот день в гости пришло несколько его соотечественников. Ворвавшись в дом, Котов с сообщниками обнаружили там сразу шестнадцать человек. Такое количество людей бандитов не остановило — все были связаны и убиты ударами топора по голове. Спустя месяц в Курске, на Хуторянской улице, банда совершила ещё одно массовое убийство шести человек.
Курский уголовный розыск был беспомощен в деле розыска жестоких убийц, поскольку в те годы провинциальные ведомства практически не имели у себя профессионалов и технических средств. Вследствие этого банда долгое время оставалась неуловимой. Летом и осенью 1921 года в Гжатском уезде Смоленской губернии бандитами были совершены ещё два массовых убийства. Две семьи по пять человек были убиты в деревне Видное и близ станции Уваровка в этом уезде. Далее, в районе станции Батюшково ими были убиты ещё шесть человек.
Решив сменить район деятельности, бандиты отправились в Калужскую губернию. Там в Боровском уезде они совершили массовое убийство 16 человек семей хуторянина Лазарева и его работника. После этого они вновь вернулись в Курскую губернию, где за два месяца убили ещё 27 человек.
В конце 1921 года члены банды совершили убийство пяти членов семьи Соловьёвых в Бородинской волости Можайского уезда. В январе 1922 года в Гжатском уезде они вновь совершили массовое убийство семьи Мешалкиных. В конце января 1922 года бандиты впервые совершили преступление в Москве — на Поклонной горе ими была убита семья Морозовых из 6 человек. Уходя, бандиты подожгли разграбленный дом. Ещё одно массовое убийство банда совершила через несколько дней в доме № 53 по Нижней Красносельской улице. Убитыми оказались трое членов семьи Малица и мужчина, снимавший у них комнату. В мае 1922 года банда Котова совершила убийство в Смоленской губернии 50-летней хуторянки Федотовой.
Вскоре бандиты совершили ещё одно преступление в районе станции Паликово Верейского уезда. Ими были убиты десять человек, но впервые за полтора года они случайно оставили в живых свидетеля своих преступлений — 16-летняя дочь хозяина дома сумела спрятаться, и бандиты её не заметили.
Ещё три недели банда орудовала в Воскресенском и Наро-Фоминском уездах, совершив убийства тридцати двух человек. После этих убийств в уездах Подмосковья начались массовые выступления крестьян, которые требовали от власти обезвредить убийц. Из-за того, что бандиты часто убивали своих жертв топором, банда Котова получила прозвище «рубщики». 
Вскоре в Гжатском районе был арестован сообщник Котова и Морозова по нескольким грабежам и убийствам 19-летний Иван Крылов. На допросах он выдал сообщников, которых, правда, знал под фальшивыми именами и фамилиями.
Опасаясь, что Морозов в конечном итоге убьёт его, Котов 23 сентября 1922 года заманил своего сообщника в лес в районе Апрелевки и застрелил его из револьвера. Но через полтора месяца Котов и Винокурова были арестованы.

## Суд
Суд над бандитами состоялся в 1923 году в Московском революционном трибунале. На скамье подсудимых оказались Котов, Винокурова и Крылов. Они пытались защищаться, утверждая, что все 116 человек были убиты в основном покойным Морозовым, но суд постановил приговорить всех троих к высшей мере наказания — расстрелу. Приговор был приведён в исполнение.

## Характеристика
Психиатр П. И. Карпов характеризует Котова так:
Котов совместно с Морозовым убил около 120 человек, но предстал Котов перед судом нищим, ибо он убивал не богачей, а почти таких же нищих, как и сам, отбирая от убитых домашний скарб, носильное платье и др. вещи домашнего обихода, продаваемые им на базаре за гроши. Котов, после совершенного им убийства, спокойно садился за стол и ужинал, перед убийством никогда не пил, потому, вероятно, и не был долго обнаруживаем, во сне никогда не видел своих жертв, его поступки никогда не вызывали у него раскаяния, у него не было жалости ни к взрослым, ни к детям. Но у него была какая-то особенность, отмечаемая им самим: он говорил, что, выйдя „на дело“, он иногда, несмотря на удобные обстоятельства, по неизвестной ему причине пропускал мимо себя некоторых людей, некоторых же спокойно убивал. Котов не воспринимал, не оценивал причиняемого им зла, он совершал убийства, как обычную, повседневную работу, не накладывающую отпечатка ни на его внешность, ни на его внутренний склад, а потому, будучи на скамье подсудимых, он производил впечатление мелкого приказчика, а не злостного убийцы.

## В литературе
А.Н.Толстой повесть "Хлеб".(Из трилогии "Хождение по мукам")
[глава первая]
..В эти снежные ночи в Петрограде было не до сна. Вечерние 
контрреволюционные  газетки разносили возбуждающие слухи о немецком ультиматуме,  о голоде, о кровавых боях на Украине между красными и гайдамацкими  полками Центральной рады , о победоносном шествии генерала Каледина на Москву, и с особенным вкусом и подробностями описывали грабежи  и «кошмарные убийства». 
Неуловимый бандит Котов, или «человек без  шеи», резал людей каждую ночь на Садовой у игорного притона — ударом  мясного ножа в почки. В одной закусочной, знаменитой поджаренными свиными ушами, в подполье обнаружили семь ободранных человеческих туш. Весь  город говорил о случае в трамвае, когда у неизвестного в солдатской шинели  была вытащена из-за пазухи отрезанная женская рука с бриллиантовыми  перстнями.